# Barbara Naumann
Barbara Naumann (* 26. November 1954 in Chemnitz) ist eine deutsche Literaturwissenschaftlerin.

## Leben
Barbara Naumann studierte Germanistik, Anglistik, Allgemeine und Vergleichende Literaturwissenschaft und Philosophie in Tübingen, Chicago und an der FU Berlin. 1988 wurde sie am Peter Szondi-Institut der FU Berlin promoviert mit der Dissertation Musikalisches Ideen-Instrument. 1996 habilitierte sie sich ebenda mit einer Studie zu Goethe und Ernst Cassirer.
Von 1998 bis 2000 hatte sie eine Professur für Germanistik und Kulturwissenschaft an der Universität Hamburg inne; von 2000 bis zu ihrer Emeritierung Anfang 2020 war sie Ordinaria für Neuere deutsche Literatur an der Universität Zürich. Ihre Arbeitsschwerpunkte liegen auf den Gebieten Literatur und andere Künste, Ästhetik und Poetik, Literatur- und Kulturwissenschaften. Sie ist Herausgeberin der Zeitschrift figurationen. Im Jahr 2016 war sie Senior Fellow am Institut für Kulturwissenschaften (IFK), Wien. Sie leitet in Kooperation mit der Forschungsstiftung Johann Caspar Lavater, Zürich, das vom Schweizerischen Nationalfonds geförderte Editionsprojekt JCLB, die Historisch-kritische Edition ausgewählter Briefwechsel von Lavater.

## Publikationen (Auswahl)
- Musikalisches Ideen-Instrument. Das Musikalische in Poetik und Sprachtheorie der Frühromantik. Metzler, Stuttgart 1990, ISBN 3-476-00720-0.
- Philosophie und Poetik des Symbols. Cassirer und Goethe. Fink, München 1998, ISBN 3-7705-3297-X.
- Bilderdämmerung. Bildkritik im Roman. Schwabe, Basel 2012, ISBN 3-7965-2861-9.